# Kintaq
Les Kintaq, encore appelés Kenta, Kintak ou Bong, sont une population de la péninsule Malaise. Ils vivent dans le nord des Etats de Kedah et Perak en Malaisie, où ils sont environ 220. Quelques-uns vivent dans la province de Yala en Thaïlande.
Les Kintaq sont des chasseurs-cueilleurs. On les range dans les populations dites Négritos.

## Langue
La langue kintaq fait partie du rameau aslien de la branche môn-khmer des langues austroasiatiques. Avec le kensiu, elle forme un sous-groupe dit « occidental ».